# Dominik Meffert
Dominik Meffert (Mayen, 9 aprile 1981) è un ex tennista tedesco.

## Carriera
Diviene professionista nel 2005, anno in cui conquista un titolo e due finali Futures in singolare. In doppio conquista tre finali Futures vincendone due.
Nel 2006 entra per la prima volta in un tabellone principale al ABN AMRO World Tennis Tournament, dove raggiunge il secondo turno sconfitto da Arvind Parmar con un doppio 3-6. In doppio conquista il suo primo Challenger.
Nel 2007 ottiene il suo risultato più importante in carriera ovvero la qualificazione per il tabellone principale degli US Open 2007 dove viene sconfitto da Andrei Pavel, un altro qualificato, per 6-3, 3-6, 2-6, 5-7. Tenta inoltre le qualificazioni agli Australian Open, al BMW Open, al Open 13 non riuscendoci. Riesce invece a qualificarsi per il Thailand Open raggiungendo i quarti di finale uscendo sconfitto da Benjamin Becker per 6(2)–7, 5-7. Raggiunge anche una finale Challenger. In doppio al BMW Open raggiunge i quarti di finale. Conquista inoltre un Futures e raggiunge due finali Challenger vincendone una.
Nel 2008 fallisce le qualificazioni per il Brisbane International, gli Australian Open, Indian Wells, il Roland Garros, Wimbledon, Vienna Open, lo Swiss Indoors Basel. Riesce a qualificarsi per il Crédit Agricole Suisse Open Gstaad dove avanza fino al secondo turno prima di perdere da Jérémy Chardy per 7–6(1), 6(5)–7, 6(4)–7.
Nel 2009 dopo essersi qualificato per il tabellone principale non riesce a superare il primo turno al SAP Open sconfitto da Radek Štěpánek 7-5, 3-6, 1-6 e neppure del Mercedes Cup. Fallisce inoltre le qualificazioni al BMW Open, al Roland Garros, a Wimbledon, ad Amburgo, agli US Open, al Thailand Open e al Rakuten Japan Open Tennis Championships. Riesce a conquistare il suo primo titolo Challenger, raggiunge anche una finale Futures e una Challenger. In doppio ottiene il suo miglior risultato al BMW Open dove raggiunge la semifinale in coppia con Denis Gremelmayr, non riesce invece a superare il primo turno a Tokyo in coppia con Marco Chiudinelli.
Nel 2010 ottiene un altro risultato degno di nota è la vittoria contro Juan Carlos Ferrero al primo turno dell'Halle Open 2010 per 6-3, 7-5. In quel torneo Dominik uscirà sconfitto al secondo turno contro Lukáš Lacko per 6-2, 4-6, 3-6. Non riesce invece a qualificarsi al Roland Garros e a Wimbledon. Conquista inoltre un titolo Challenger. In doppio conquista quattro finali Challenger vincendone tre.
Nel 2011 tenta le qualificazioni a tutti e quattro i tornei dello Slam fallendo. Fallisce inoltre le qualificazioni al Torneo Godó e al BMW Open. Riesce a qualificarsi al torneo di Halle dove viene sconfitto al primo turno da Philipp Petzschner per 2-6, 6(5)–7. In doppio raggiunge i quarti di finale ad Halle in coppi con Miša Zverev, inoltre raggiunge quattro finali Challenger vincendone tre.
Nel 2012 fallisce le qualificazioni ai tornei di Doha, Melbourne, Rotterdam, Dubai, Indian Wells, Monaco, Amburgo e New York. Conquista inoltre il suo quarto titolo Challenger. In doppio raggiunge una finale Futures e una Challenger perdendole entrambe.
Nel 2013 fallisce ancora una volta tutte le qualificazioni e in particolare a Brisbane, Melbourne, Düsseldorf, Parigi e Wimbledon. In doppio riesce a qualificarsi per il primo turno a Wimbledon dove in coppia con Philipp Oswald viene sconfitto da Maks Mirny e Horia Tecău per 6-4, 5-7, 3-6, 4-6. Sempre in coppia con l'austriaco perde al primo turno dello Stockholm Open. A livello Challenger conquista cinque finali vincendone quattro.
Nel 2014 non tenta qualificazioni in singolare. In doppio fallisce la qualificazione a Wimbledon in coppia con Gō Soeda, tuttavia raggiunge le semifinali alla Mercedes Cup in coppia con Peter Gojowczyk e i quarti di finale a Gstaad in coppia con Oswald. A livello Challenger raggiunge tre finali vincendone due.

## Statistiche

### Tornei Minori

#### Singolare

##### Vittorie (5)
| Legenda                 |
| ATP Challenger Tour (4) |
| ITF Futures (1)         |

| Numero | Data             | Torneo                                       | Superficie    | Avversario in finale | Punteggio        |
| 1.     | 5 settembre 2005 | France F12, Bagnères-de-Bigorre              | Cemento       | Philipp Hammer       | 7–6(6), 7–5      |
| 2.     | 17 agosto 2009   | IPP Trophy, Ginevra                          | Terra rossa   | Benjamin Balleret    | 6–3, 6–1         |
| 3.     | 25 aprile 2010   | Brazil Open Series, Curitiba                 | Terra rossa   | Ricardo Mello        | 6–4, 6(3)–7, 6–2 |
| 4.     | 13 marzo 2011    | All Japan Indoor Tennis Championships, Kyoto | Sintetico (i) | Cedrik-Marcel Stebe  | 4–6, 6–4, 6–2    |
| 5.     | 29 luglio 2012   | Oberstaufen Cup, Oberstaufen                 | Terra rossa   | Nils Langer          | 6–4, 6–3         |

##### Finali perse (6)
| Legenda                 |
| ATP Challenger Tour (3) |
| ITF Futures (3)         |

| Numero | Data             | Torneo                           | Superficie    | Avversario in finale | Punteggio        |
| 1.     | 20 giugno 2005   | Finland F1, Savitaipale          | Terra rossa   | Tommi Lenho          | 1-6, 5-7         |
| 2.     | 29 agosto 2005   | Germany F12, Unterföhring        | Terra rossa   | Jesse Huta Galung    | 6(3)–7, 6-0, 3-6 |
| 3.     | 15 luglio 2007   | Siemens Open, Scheveningen       | Terra rossa   | Pablo Cuevas         | 3-6, 4-6         |
| 4.     | 22 marzo 2009    | France F5                        | Cemento (i)   | Robert Smeets        | 4-6, 6-3, 3-6    |
| 5.     | 30 marzo 2009    | Sarajevo Indoors, Sarajevo       | Cemento (i)   | Ivan Dodig           | 4-6, 3-6         |
| 6.     | 27 febbraio 2011 | Volkswagen Challenger, Wolfsburg | Sintetico (i) | Ruben Bemelmans      | 7–6(8), 4-6, 4-6 |

#### Doppio

##### Vittorie (17)
| Legenda                  |
| ATP Challenger Tour (15) |
| ITF Futures (2)          |

| Numero | Data              | Torneo                                                      | Superficie      | Compagno           | Avversari in finale                     | Punteggio              |
| 1.     | 9 maggio 2005     | Thailand F1, Phuket                                         | Cemento         | Patrick Knobloch   | Josh Goffi Trevor Spracklin             | 3-6, 7–6(4), 6-4       |
| 2.     | 12 settembre 2005 | France F12, Bagnères-de-Bigorre                             | Cemento         | Philipp Hammer     | Augustin Gensse Jonathan Hilaire        | 1-6, 6-1, 6-1          |
| 3.     | 3 settembre 2006  | Black Forest Open, Freudenstadt                             | Terra rossa     | Tomas Behrend      | Alexandre Sidorenko Miša Zverev         | 7–5, 7–6(5)            |
| 4.     | 28 gennaio 2007   | South African Airways Open, Durban                          | Cemento         | Rik De Voest       | Stéphane Bohli Noam Okun                | 6–4, 6–2               |
| 5.     | 9 aprile 2007     | France F6                                                   | Terra rossa (i) | Joseph Sirianni    | Juan-Martin Aranguren Sebastian Uriarte | 1-6, 6-1, 6-1          |
| 6.     | 20 febbraio 2010  | Morocco Tennis Tour - Tanger, Tanger                        | Terra rossa     | Steve Darcis       | Uladzimir Ihnacik Martin Kližan         | 5–7, 7–5, [10–7]       |
| 7.     | 18 aprile 2010    | Seguros Bolivar Open Pereira, Pereira                       | Terra rossa     | Philipp Oswald     | Gero Kretschmer Alex Satschko           | 6(4)–7, 7–6(6), [10–5] |
| 8.     | 25 aprile 2010    | Brazil Open Series, Curitiba                                | Terra rossa     | Leonardo Tavares   | Ramón Delgado André Sá                  | 3–6, 6–2, [10–4]       |
| 9.     | 8 gennaio 2011    | Internationaux de Nouvelle-Calédonie, Numea                 | Cemento         | Frederik Nielsen   | Flavio Cipolla Simone Vagnozzi          | 7–6(4), 5–7, [10–5]    |
| 10.    | 12 marzo 2011     | All Japan Indoor Tennis Championships, Kyoto                | Sintetico (i)   | Simon Stadler      | Andre Begemann James Lemke              | 7–5, 2–6, [10–7]       |
| 11.    | 31 luglio 2011    | Internationale Westfälische Tennismeisterschaften, Dortmund | Terra rossa     | Björn Phau         | Tejmuraz Gabašvili Andrej Kuznecov      | 6–4, 6–3               |
| 12.    | 12 aprile 2013    | Mersin Cup, Mersin                                          | Terra rossa     | Andreas Beck       | Radu Albot Oleksandr Nedovjesov         | 5-7, 6-3, [10-8]       |
| 13.    | 4 maggio 2013     | Tunis Open, Tunisi                                          | Terra rossa     | Philipp Oswald     | Jamie Delgado Andreas Siljeström        | 3–6, 7–6(0), [10–7]    |
| 14.    | 10 giugno 2013    | Città di Caltanissetta, Caltanissetta                       | Terra rossa     | Philipp Oswald     | Alessandro Giannessi Potito Starace     | 6–2, 6–3               |
| 15.    | 29 luglio 2013    | Oberstaufen Cup, Oberstaufen                                | Terra rossa     | Philipp Oswald     | Stephan Fransen Artem Sitak             | 6-1, 3-6, [14-12]      |
| 16.    | 7 aprile 2014     | Open Prévadiès Saint-Brieuc, Saint-Brieuc                   | Cemento (i)     | Tim Pütz           | Victor Baluda Philipp Marx              | 6-4, 6-3               |
| 17.    | 17 agosto 2014    | Maserati Challenger, Meerbusch                              | Terra rossa     | Matthias Bachinger | Gong Mao-Xin Peng Hsien-Yin             | 3-6, 6(5)–7            |

##### Finali perse (8)
| Legenda                 |
| ATP Challenger Tour (6) |
| ITF Futures (2)         |

| Numero | Data              | Torneo                              | Superficie    | Compagno             | Avversari in finale                       | Punteggio           |
| 1.     | 8 agosto 2005     | Germany F10, Ingolstadt             | Terra rossa   | Sebastian Rieschick  | Bastian Knittel Louk Sorensen             | Walkover            |
| 2.     | 5 novembre 2007   | Lambertz Open by STAWAG, Aquisgrana | Sintetico (i) | Miša Zverev          | Philipp Petzschner Alexander Peya         | 6-3, 6-2            |
| 3.     | 12 aprile 2010    | Bancolombia Open, Bogotà            | Terra rossa   | Philipp Oswald       | Franco Ferreiro Santiago González         | 3-6, 7-5, [7-10]    |
| 4.     | 28 febbraio 2011  | Volkswagen Challenger, Wolfsburg    | Sintetico (i) | Frederik Nielsen     | Matthias Bachinger Simon Stadler          | 6-3, 6(3)–7, [7-10] |
| 5.     | 18 giugno 2012    | Germany F5                          | Terra rossa   | Michael Spegel       | Bruno Rodriguez Miguel Angel Reyes-Varela | 6-3, 2-6, [7-10]    |
| 6.     | 11 settembre 2012 | Genoa Open Challenger, Genova       | Terra rossa   | Philipp Oswald       | Andre Begemann Martin Emmrich             | 3-6, 1-6            |
| 7.     | 16 settembre 2013 | Banja Luka Challenger, Banja Luka   | Terra rossa   | Oleksandr Nedovjesov | Marin Draganja Nikola Mektić              | 4-6, 6-3, [6-10]    |
| 8.     | 27 aprile 2014    | Gemdale ATP Challenger, Shenzhen    | Cemento       | Tim Pütz             | Samuel Groth Chris Guccione               | 3-6, 6(5)–7         |